# テレサ・ブライト
テレサ・ブライト（Teresa Bright、1959年または1960年 - 2024年9月1日）は、アメリカ合衆国の歌手、ウクレレ奏者である。ブライトの音楽は日本で人気を博している。ブライトの作品の大多数はハワイ語で作詞されている。

## 来歴
ハワイ大学在学中の1980年代、スティーブ・マイイとともに"スティーブアンドテレサ"として音楽活動を始めた。1990年にはソロCDをリリースしている。
2024年9月1日に死去。64歳没。

## 日本
ブライトの音楽は日本国内で人気を博しており、アルバムの多くが日本国内のみで発売されている。アルバムリリースの他、ブライトの歌声はマックスファクター、トヨタ自動車、NTT、サッポロビール、日本航空などのCMソングでお茶の間でも知られた。2007年に発売されたアルバム「Hawaiinawa」（ハワイナワ）は、涙そうそうを初めとする著名な沖縄音楽にハワイ語の歌詞を付けたものである。

## 受賞歴
- 2009 - ナ・ホク・ハノハノ賞[4]
- 1991 - ナ・ホク・ハノハノ賞[3]
- 1988 - ナ・ホク・ハノハノ賞 (スティーブ・マイイと共同受賞)[5]

## ディスコグラフィー
- 1981 Catching a Wave
- 1983 Ocean Blue
- 1986 Intimately
- 1990 Self Portrait[1]
- 1994 Painted Tradition[1]
- 1995 A Bright Hawaiian Christmas[1]
- 1996 Kapilina[1] and Quiet Girl
- 1997  Quiet Nights
- 1998 Crossing the Blue
- 2000 A Christmas Season’s Delight[1]
- 2002 Lei Ana[1]
- 2004 A Gallery[1]
- 2006 Pretty Eyes
- 2007 Hawaiinawa[1]
- 2008 Tropic Rhapsody